# Favites solidocolumellae
Espèce
Favites solidocolumellae est une espèce de coraux appartenant à la famille des Merulinidae.